# Амугу, Матис
Мати́с Амугу́ (фр. Mathis Amougou; родился 18 января 2006, Ле-Блан-Мениль, Франция) — французский футболист, полузащитник клуба «Страсбур».

## Клубная карьера
Воспитанник «Сент-Этьена». 9 декабря 2023 года дебютировал за основную команду клуба, выйдя в стартовом составе на матч Кубка Франции против «Нима». 17 августа 2024 года дебютировал в Лиге 1 в матче против «Монако», проведя на поле все 90 минут.
4 февраля 2025 года английский «Челси» объявил о трансфере Амугу. Матис подписал контракт с новым клубом на 8 лет. 25 февраля дебютировал за «синих», выйдя на замену в матче Премьер-лиги против «Саутгемптона».

## Карьера в сборной
Выступал за сборные Франции до 16, до 18 и до 19 лет.
Вместе со сборной Франции до 17 лет дошёл до финала чемпионата Европы 2023 года и чемпионата мира 2023 года, однако оба матча французы проиграли сверстникам из Германии.

## Достижения
«Челси»
- Победитель Лиги конференций УЕФА: 2024/25